# Syllimnophora gracilitarsis
Syllimnophora gracilitarsis är en tvåvingeart som först beskrevs av Stein 1911.  Syllimnophora gracilitarsis ingår i släktet Syllimnophora och familjen husflugor. Inga underarter finns listade i Catalogue of Life.